# Rodolfo Sacco
Pour les articles homonymes, voir Sacco.
Rodolfo Sacco (Fossano, 21 novembre 1923 – Turin, 21 mars 2022) est un juriste, résistant et universitaire italien.

## Biographie
Rodolfo Sacco participe à la Résistance à Val Chisone, en tant que commandant du bataillon V de la division alpine «  autonome », précisément nommé d'après le Val Chisone, et est décoré d'une médaille à la valeur militaire, recevant en 2016 la médaille d'or de la Libération. Il est ensuite diplômé de la Faculté de droit de l'Université de Turin en 1946. Sa thèse, portant sur le concept d'interprétation du droit, est publiée en 1947 et réimprimée en 2003. Par la suite, il se consacre à la recherche scientifique et à l'enseignement universitaire.
Il occupe la chaire de droit privé à l'Université de Trieste (1956-1961), de droit privé et de droit civil et de droit comparé à l'Université de Pavie (1961-1971), puis enseigne à Turin, en plus du droit privé, le droit comparé (1971-1988) et le droit civil (1988-1999) ainsi que le droit des pays socialistes, le droit africain et l'anthropologie juridique. Il est professeur émérite de l'Université de Turin. De 1960 à 1994, il enseigne également à la Faculté internationale de droit comparé de Strasbourg. Rodolfo Sacco est membre de l'Académie des Lyncéens ainsi que membre ou correspondant de nombreuses autres académies et associations scientifiques : l'Académie des sciences morales et politiques, l'Académie européenne, l'Académie des sciences de Turin, l'Académie des sciences et des lettres de l'institut lombard (Académie des sciences et des lettres), l'Académie internationale de droit comparé. De 2003 à 2006, il est président de l'Association internationale des sciences juridiques (organisme de l'UNESCO pour les sciences juridiques). Depuis sa fondation (1996), il préside l'ISAIDAT (Institut Subalpin d'Analyse et d'Enseignement du Droit des Activités Transnationales).
De 1979 à 1987, il préside le groupe italien de l'association Henri Capitant et est membre de la Société de Législation comparée. En 1982, il prend la direction de la Revue de droit civil. Il dirige le Digest, quatrième édition (jusqu'à présent, 103 volumes), le Traité de droit civil et le Traité de droit comparé, publiés par l'Utet juridique. Il est Docteur Honoris Causa des Universités de Paris 2, de Toulon, de Genève et de l'Université Mc Gill (Montréal, Canada). En 2009, il fonde la SIRD (Société italienne pour la recherche en droit comparé), dont il est le premier président. Il est aussi membre de la SISDIC (Société italienne des spécialistes du droit civil).
Au niveau continental, il est considéré comme le précurseur des études de droit comparé dans lesquelles il élabore la doctrine des formants et leurs dissociations. En 1987, il inspire le manifeste sur les études comparatives connu sous le nom de thèse de Trente. De 1970 à 1994, il anime et dirige avec succès le mouvement pour l'inclusion du droit comparé parmi les matières obligatoires des études universitaires en droit. À la fin de sa carrière, ses intérêts se sont davantage tournés vers l'anthropologie juridique, matière qu'il a enseignée en alternance dans les universités de Turin et de Trente ; ses recherches sur la loi silencieuse sont particulièrement connues.

## Publications
Parmi ses ouvrages on peut citer, en plus de la thèse déjà citée, les Statuts de Revello (1945), La bonne foi (1949), L'acte de substitution (1955), L'enrichissement obtenu par un fait injuste (1959), Le Contrat (1975, puis nombreuses éd. avec G. De Nova, traduit en français par Ph. Chauviré et A. Loiseau), dans lequel il conteste fermement la nature contractuelle de la donation, Droit africain (1995, traduit en français), Le fait, l'acte, la boutique (2005), Anthropologie juridique (2007, traduit en français et portugais), Systèmes juridiques comparés (4e éd. 2018, avec A. Gambaro, traduit en français), Possession (3e éd. 2014, avec R. Caterina, traduit en chinois, Introduction au droit comparé (6e éd. 2015 avec P Rossi, traduit en français, anglais, portugais, russe, chinois, deux éditions allemandes), Il right muto (2015, traduit en castillan).

### Sélection
- Le pouvoir de procéder en subrogation : partie générale, Turin, Giappichelli, 1955[2].
- Le concept d'interprétation du droit, Turin, Giappichelli, 1947[3].
- La bonne foi dans la théorie des faits juridiques de droit privé, Turin, Giappichelli, 1949[4].